# مقاطعة كاس (آيوا)
مقاطعة كاس (بالإنجليزية: Cass County)‏ هي إحدى مقاطعات ولاية آيوا في الولايات المتحدة الأمريكية.